# Rio Caurés
Rio Caurés är ett vattendrag i Brasilien.   Det ligger i delstaten Amazonas, i den nordvästra delen av landet, 2 200 km nordväst om huvudstaden Brasília.
Trakten runt Rio Caurés är nära nog obefolkad, med mindre än två invånare per kvadratkilometer.